# 玉光神社
玉光神社（たまみつじんじゃ）は、東京都三鷹市に所在する神道系の新宗教団体。

## 創始者・宮司
- 教祖（お代様） - 本山キヌエ
- 準教祖 - 余島シズエ
- 初代宮司 - 本山博
- 宮司 - 本山一博

## 教義
御祭神は玉光大神。
神の意思の実現を目指し、日々の祭事を「神々の協議の場」と位置づけ、祭事への奉仕を組織的使命とする一方で、信者は祈りと瞑想、超作を通して神との出会い（救い）、神とのつながりをもつ生き方を目指す。
教典は祝詞『玉の光』と『十五条の御神訓』。
『玉の光』は、『恵厳顕蔵経』（作者等不詳）を編集したもので、玉光神社独自の祝詞である。成立のきっかけは1940年頃に、信者たちから自前の祝詞が欲しいという声が挙がり、それに対して玉光大神は教祖を通じて「吾の祝詞はもう出来ている」と述べたことにあるといわれている。その後、1948年、信者の一人が遊行寺の塔頭から『恵厳顕蔵経』をもらいうけ、玉光大神は「これこそが吾が祝詞である。そちたちが持ってこないから吾が取り寄せたのだ」と述べ、漢文で書かれた経を書き下し、編集し、現在の形に至っている。その中では、世界の仕組みと創造主の経綸、人間の生き方、創造主による救済、祈りの意義、宗教行為と日常行為の統合の必要性などが説かれている。
『十五条の御神訓』は、初代宮司であった本山博が1995年11月15日に玉光大神より授かったものとされ、2015年に根本教典と位置づけられた。
『十五条の御神訓』
一、神は宇宙　霊界を創り　生かし賜う
二、神は　愛と智慧をもってすべてを生かし　進化させ賜う
三、神の愛を感得し　真似すべし
四、人は　自らのカルマ　家のカルマ　国のカルマ　地球のカルマによって生まれる
五、カルマを成就して　我なき神我に還るべし
六、すべてのものは　神の愛によりて生き　物の力にて壊れる
七、神を信じよ　一切が成就する
八、神の愛をもて　人と自然を愛せよ
九、すべてのものは亡びる　執われるな
十、今を超作せよ　絶対の神に還れる
十一、自己に陥ちる者は　人や物を傷つける
十二、人　自然　霊と霊界との調和において　人の世は成り立つ
十三、人や自然　霊を愛する者は　自ずから成り立つ
十四、人や自然を害する者は　亡びる
十五、神を愛するものは　一切を成り立たせる

## 沿革
- 1932年（昭和7年） - 教祖・本山キヌエ（神名・豊玉照妙光之神）に玉光大神が降臨[4]
- 1933年（昭和8年） - 香川県小豆島渕埼に社建立[4]
- 1934年（昭和9年） - 小豆島丸山に初のお宮落成
- 1937年（昭和12年） - 玉光教会を創立
- 1938年（昭和13年） - 東京・明治神宮表参道に移転[4]
- 1949年（昭和24年） - 東京三鷹市井の頭公園の近辺に移転、神社を設立[4]
- 1952年（昭和27年） - 宗教法人玉光神社となる[4]
- 1954年（昭和29年） - 井の頭の社殿落成[4]
- 1955年（昭和30年） - 本山博が初代宮司となる[4]
- 1959年（昭和34年） - 小豆島土庄北山に本宮を設立
- 1960年（昭和35年） - 関連団体宗教心理学研究所を設立[4]
- 1969年（昭和44年） - 小田原市根府川に修練道場を開設[4]
- 1972年（昭和47年） - 関連団体国際宗教・超心理学会（IARP）を発足[4]
- 1974年（昭和49年） - 教祖・本山キヌエ昇天
- 1991年（平成3年） - 付属大学院大学開校（南カリフォルニア大学院大学日本分校。現・本山人間科学大学院大学）
- 1992年（平成4年） - カリフォルニア人間科学大学院大学（CIHS）をアメリカ合衆国カリフォルニア州エンシニータス市に開校[4]
- 2015年（平成27年） - 同年9月、本山博名誉宮司逝去

## 関連団体
- 宗教心理学研究所
- IARP（国際宗教・超心理学会）
- 宗教心理出版
- カリフォルニア人間科学大学院大学（ＣＩＨＳ）

## 祭事
- 1月1日 元旦祭
- 1月11日 道場祭（鏡開き）
- 1月29日 準教祖祭
- 2月3日 節分祭
- 3月23日 中祭
- 4月8日 春の大祭
- 4月25日 教祖祭
- 5月15日 地主大神大祭
- 7月16日 救霊祭
- 9月19日 大御子神大祭
- 9月23日 中祭
- 10月22日 大祭前日祭（小豆島本宮）
- 10月23日 大祭（小豆島本宮）